# Stefan Bandelli
Stefan Bandelli (ur. 1369 w Castelnuovo Scrivia; zm. 11 czerwca 1450 w Saluzzo) – błogosławiony Kościoła katolickiego, włoski dominikanin.

## Życiorys
Wstąpił do zakonu dominikanów w Piacenzy. Wykładał filozofię i teologię na uniwersytecie w Pawii. Zmarł w Saluzzo 11 czerwca 1450 r.
Jego kult zatwierdził Pius IX 21 lutego 1856 r.